# Propithecus diadema
Il sifaka diadema (Propithecus diadema Bennett, 1832) è un lemure della famiglia degli  Indriidae, endemico del Madagascar

## Descrizione

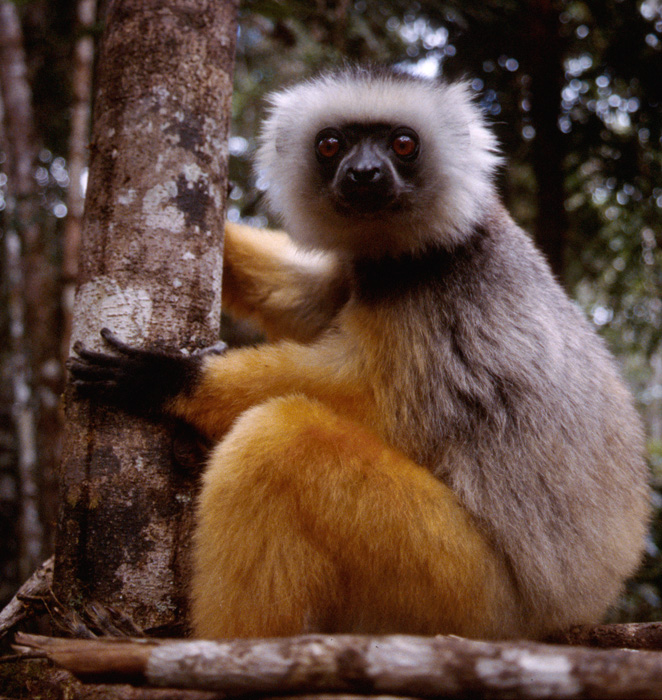

È considerato, insieme all'Indri indri, uno dei più grandi lemuri viventi: misura in media tra 94 e 105 cm, e pesa tra 6 e 8,5 kg.
La sua pelliccia, folta e setosa, è una delle più colorate e variegate di tutte le specie di lemuri. Il carattere distintivo della specie, cui è dovuto l'epiteto specifico diadema, è rappresentato dalla presenza di una corona di pelo bianco che ricopre le guance, il muso e la fronte. Il resto della faccia è glabro e nero, gli occhi sono bruno-rossastri.

Il pelo che ricopre la parte superiore della schiena e le spalle è di colore grigio ardesia, che degrada verso il grigio argento nella parte inferiore. I fianchi, il ventre e la coda sono di colore grigio pallido, a volte anche bianco. Mani e piedi sono interamente neri, mentre gli arti superiori e inferiori e la base della coda sono di colore giallastro dorato. Il maschio è dotato di un'ampia ghiandolacutanea in corrispondenza della gola, che conferisce al pelo di questa zona una colorazione bruno-rossastra.

## Biologia

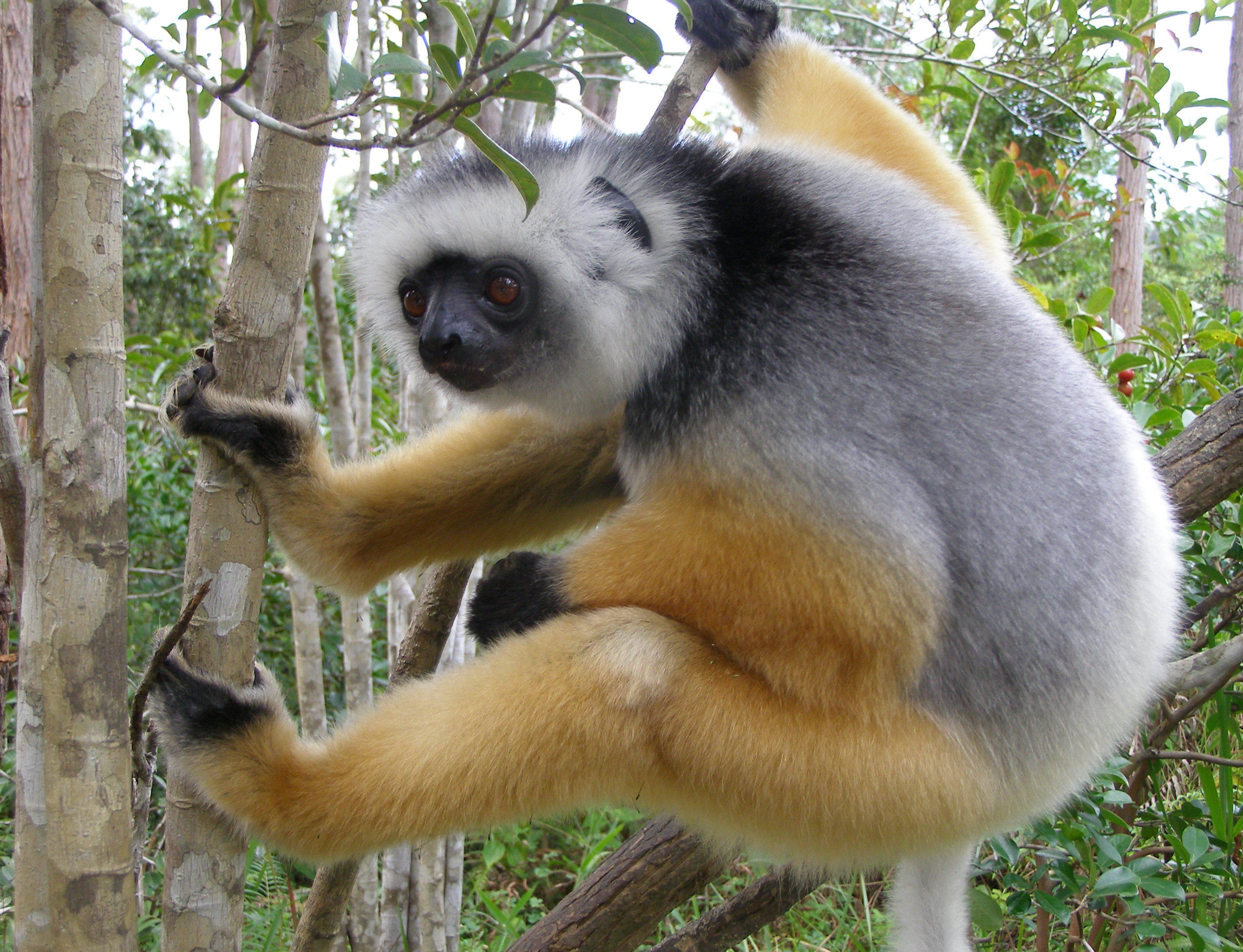

È una specie arboricola con abitudini diurne.
Vive in gruppi di 2-8 individui che marcano il loro territorio con secrezioni odorose.
Si nutre prevalentemente di foglie, frutti, giovani germogli e fiori.
La femmina dà alla luce un solo piccolo per anno, in genere nel periodo di maggio-luglio. I piccoli trascorrono il primo mese di vita aggrappati alla pancia della madre.
La maturità sessuale è raggiunta a 4 a 5 anni di età.

## Distribuzione e habitat

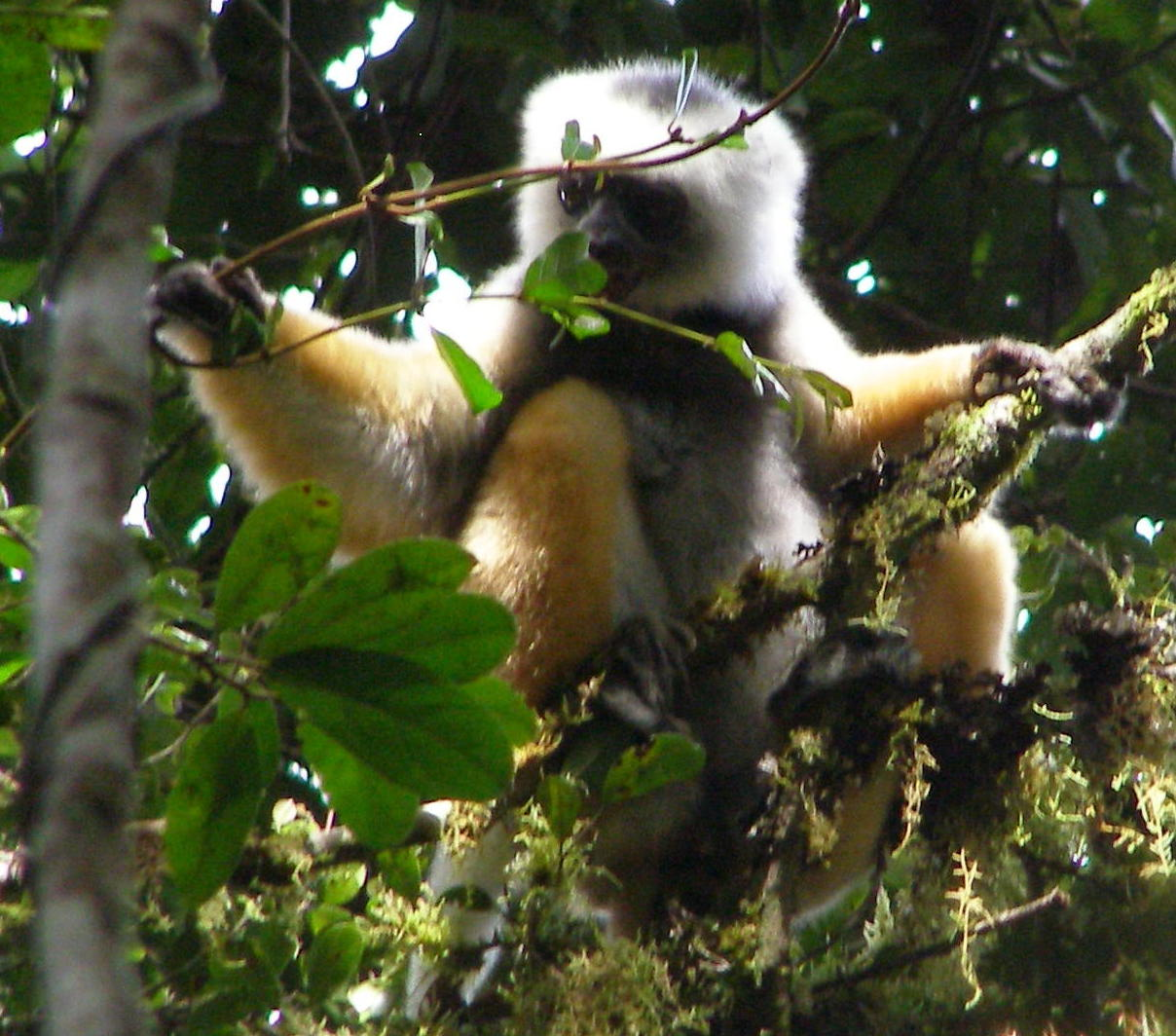

Il P. diadema è diffuso in poche residue aree di foresta pluviale del Madagascar orientale, tra il fiume Mangoro a sud sino a Maroantsetra a nord.
L'ampiezza del suo attuale areale è stimata in 25-50 ha.

## Sottospecie
In passato venivano considerate sottospecie del Propithecus diadema anche il sifaka di Milne-Edwards (Propithecus edwardsi sin.= Propithecus diadema edwardsi), il sifaka di Perrier  (Propithecus perrieri sin.= Propithecus diadema perrieri)  ed il sifaka candido (Propithecus candidus sin.= Propithecus diadema candidus) che oggi sono considerate specie a sé stanti.

## Conservazione
La specie, per la esiguità numerica della popolazione e per la ristrettezza del suo areale è considerata dalla IUCN in pericolo critico di estinzione.
La Zoological Society of London, in base a criteri di unicità evolutiva e di esiguità della popolazione, considera il P. diadema una delle 100 specie di mammiferi a maggiore rischio di estinzione.
Parte del suo areale ricade all'interno del Parco Nazionale di Andasibe-Mantadia, situato a circa 3 ore di macchina da Antananarivo.